# Hongguan, Guizhou
Hongguan (kinesiska: 洪关, 洪关苗族乡) är en socken i Kina. Den ligger i provinsen Guizhou, i den sydvästra delen av landet, omkring 110 kilometer norr om provinshuvudstaden Guiyang.